# مجالات الرياضيات
مجالات الرياضيات (بالإنجليزية: Areas of mathematics)‏ تشمل الرياضيات تنوعًا وعمقًا متزايدًا للموضوعات عبر التاريخ، والفهم يتطلب نظامًا لتصنيف وتنظيم العديد من الموضوعات إلى مجالات عامة أكثر للرياضيات . نشأ عدد من مخططات التصنيف المختلفة ، وعلى الرغم من أنها تشترك في بعض أوجه التشابه ، إلا أن هناك اختلافات ترجع جزئياً إلى الأغراض المختلفة التي تخدمها. بالإضافة إلى ذلك ، ومع استمرار تطوير الرياضيات ، يجب أن تتغير مخططات التصنيف هذه أيضًا لتشمل المناطق المنشأة حديثًا أو الروابط المكتشفة حديثًا بين المناطق المختلفة. يصعب تصنيف بعض الموضوعات ، وغالبا ما تكون الأكثر نشاطا ، والتي تمتد على الحدود بين المناطق المختلفة.
التقسيم التقليدي للرياضيات هو في الرياضيات البحتة، الرياضيات تدرس لاهتمامها الجوهري ، والرياضيات التطبيقية، والرياضيات التي يمكن تطبيقها مباشرة على مشاكل العالم الحقيقي. هذا التقسيم ليس واضحًا دائمًا ، وقد تم تطوير العديد من الموضوعات كرياضيات خالصة للعثور على تطبيقات غير متوقعة في وقت لاحق. انقسامات واسعة، مثل الرياضيات المتقطعة و الرياضيات الحسابية وظهرت، في الآونة الأخيرة.
يسمح النظام المثالي للتصنيف بإضافة مناطق جديدة إلى تنظيم المعرفة السابقة، وتزويدها باكتشافات مذهلة وتفاعلات غير متوقعة في المخطط. على سبيل المثال، برنامج لانغلاندز وجد وصلات غير متوقعة بين المناطق كان يعتقد سابقا أنها غير متصلة، على الأقل زمرة غالوا، سطح ريمان و نظرية الأعداد.

## أنظمة التصنيف
- في تصنيف مادة الرياضيات (MSC) من قبل موظفي قاعدة البيانات ماثماتيكل ريفيوز و زنطرلبلاط رياضيات (بالإنجليزية: Zentralblatt MATH)‏ . تطلب العديد من دوريات الرياضيات من المؤلفين تصنيف أوراقهم وفق رموز MSC. يقسم MSC الرياضيات إلى أكثر من 60 مجال، مع مزيد من التقسيمات الفرعية داخل كل منطقة.
- في تصنيف مكتبة الكونغرس، يتم تعيين الرياضيات ضمن فئة فرعية QA في الفئة Q (علوم). يعرف تصنيف مكتبة الكونغرس التقسيمات العريضة، وتخصص الموضوعات الفردية قيمًا رقمية محددة.
- تصنيف ديوي العشري يعين الرياضيات لتقسيم 510، مع التقسيمات الفرعية الجبر و نظرية الأعداد ، الحسبة ، طوبولوجيا ، تحليل ، الهندسة ، التحليل العددي ، و الاحتمالات و الرياضيات التطبيقية .
- و الفئات داخل الرياضيات يستخدم القائمة من قبل أرخايف لتصنيف المسودات . إنه يختلف عن MSC؛ على سبيل المثال يتضمن أشياء مثل الجبر الكمومي .
- و الحركة الإسلامية الأوزبكية يستخدم في هيكل برنامج لتنظيم محاضرات في دورته أربع سنوات ICM . واحدة من أقسام المستوى الأعلى التي لا يوجد لدى MSC هي نظرية الكذب .